# جورج شيبرد تشابيل
جورج شيبرد تشابيل (بالإنجليزية: George Shepard Chappell)‏ هو مهندس معماري وصحفي أمريكي، ولد في 2 يناير 1877 في نيو لندن في الولايات المتحدة، وتوفي في 25 نوفمبر 1946 في بانتام في الولايات المتحدة.